# Beat Hotel
Pour les articles homonymes, voir Beat Hotel (homonymie).
Le « Beat Hotel » est le surnom d'un ancien petit hôtel de 42 chambres au no 9 rue Gît-le-Cœur à Paris dans le Quartier latin, qui doit sa renommée, ainsi que son nom, aux membres de la Beat generation qui y ont séjourné.

## Histoire

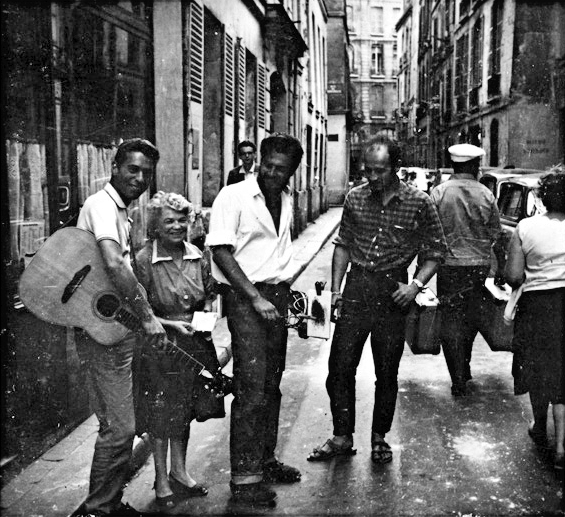
La rue Gît-le-Cœur devant l'hôtel dans les années 1950 : Mme Rachou entourée de trois clients, photographiés par Peter Golding.

C'était un hôtel « miteux », sans confort. Les fenêtres des chambres donnaient sur la cage d'escalier, il ne comptait qu'une seule baignoire au rez-de-chaussée, l'eau chaude n'était disponible que le mercredi, le jeudi et le samedi et les draps étaient changés une fois par mois.
Il était dirigé, ainsi que le bistro du rez-de-chaussée, par M. et Mme Rachou depuis 1933, puis après la mort accidentelle de M. Rachou en 1957 par sa seule veuve jusqu'à sa fermeture en 1963. Mme Rachou, qui avait travaillé dans une pension fréquentée par Monet et Pissarro, voyait d'un bon œil les artistes qui fréquentaient son établissement et se faisait parfois payer en toiles et en manuscrits. Elle permettait même à ses pensionnaires de redécorer leur chambre à leur goût. C'est à cette époque que l'hôtel devient célèbre parmi la Beat generation.
Allen Ginsberg et Peter Orlovsky y séjournèrent tout d'abord en 1957. Ils furent rejoints par Gregory Corso, Robin Cook, Harold Norse, Sinclair Beiles et William Burroughs. Ce dernier, arrivé de Tanger, y compile et complète son légendaire Festin nu et y rencontre Brion Gysin, marquant le début d'une longue collaboration. C'est là aussi que Burroughs rencontre son amant et « manager » Ian Sommerville, avec qui il expérimente sa technique du cut-up. Ginsberg y écrit son plus fameux poème, Kaddish. D'autres artistes y séjournèrent comme Guy Harloff, un proche de Burroughs.
Aujourd'hui, cet hôtel est devenu un établissement de luxe, renommé le « Vieux Paris », où seuls, une plaque et quelques photos rappellent le lieu mythique des années 1950.

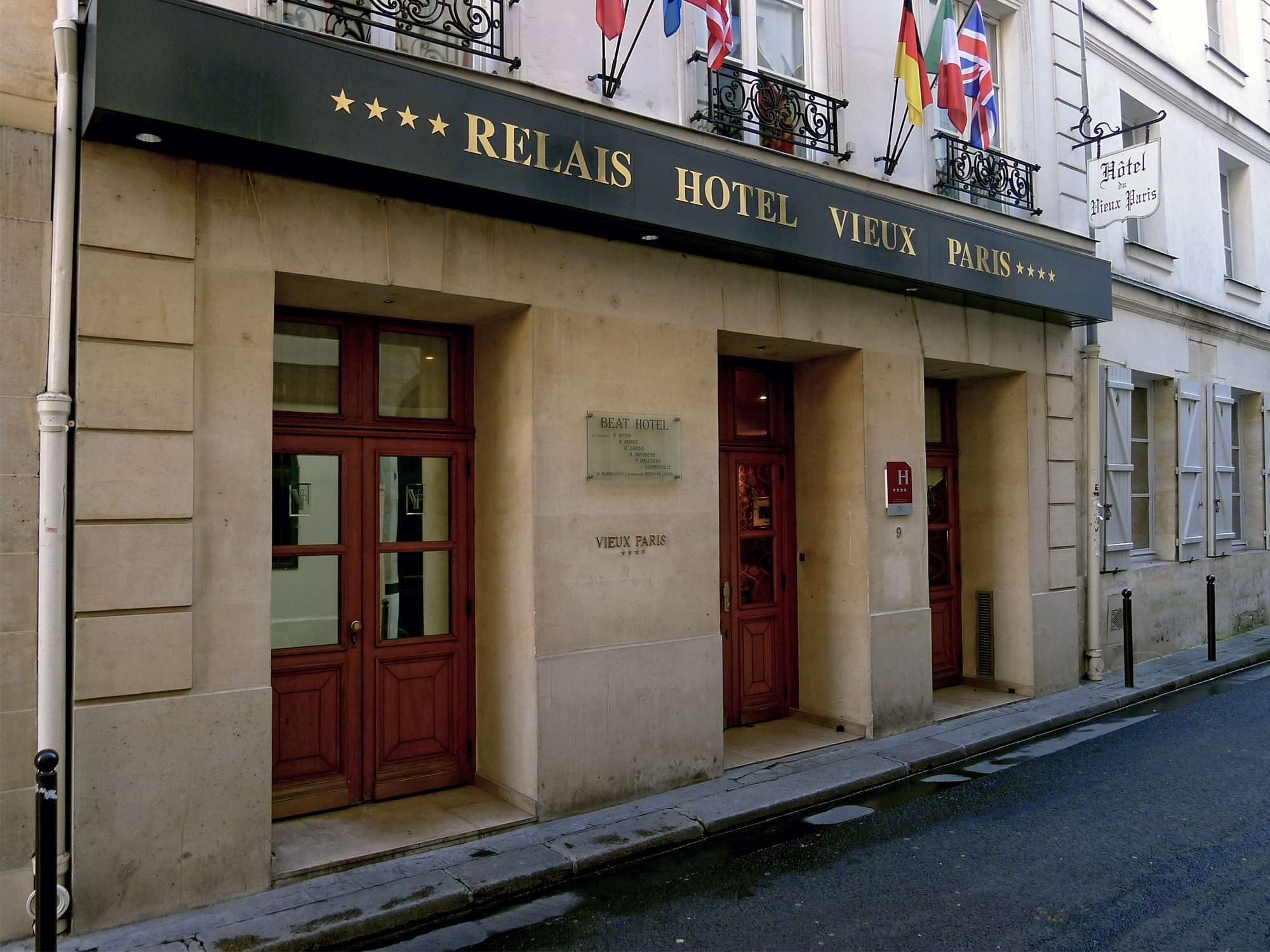
L'actuel hôtel Vieux Paris.
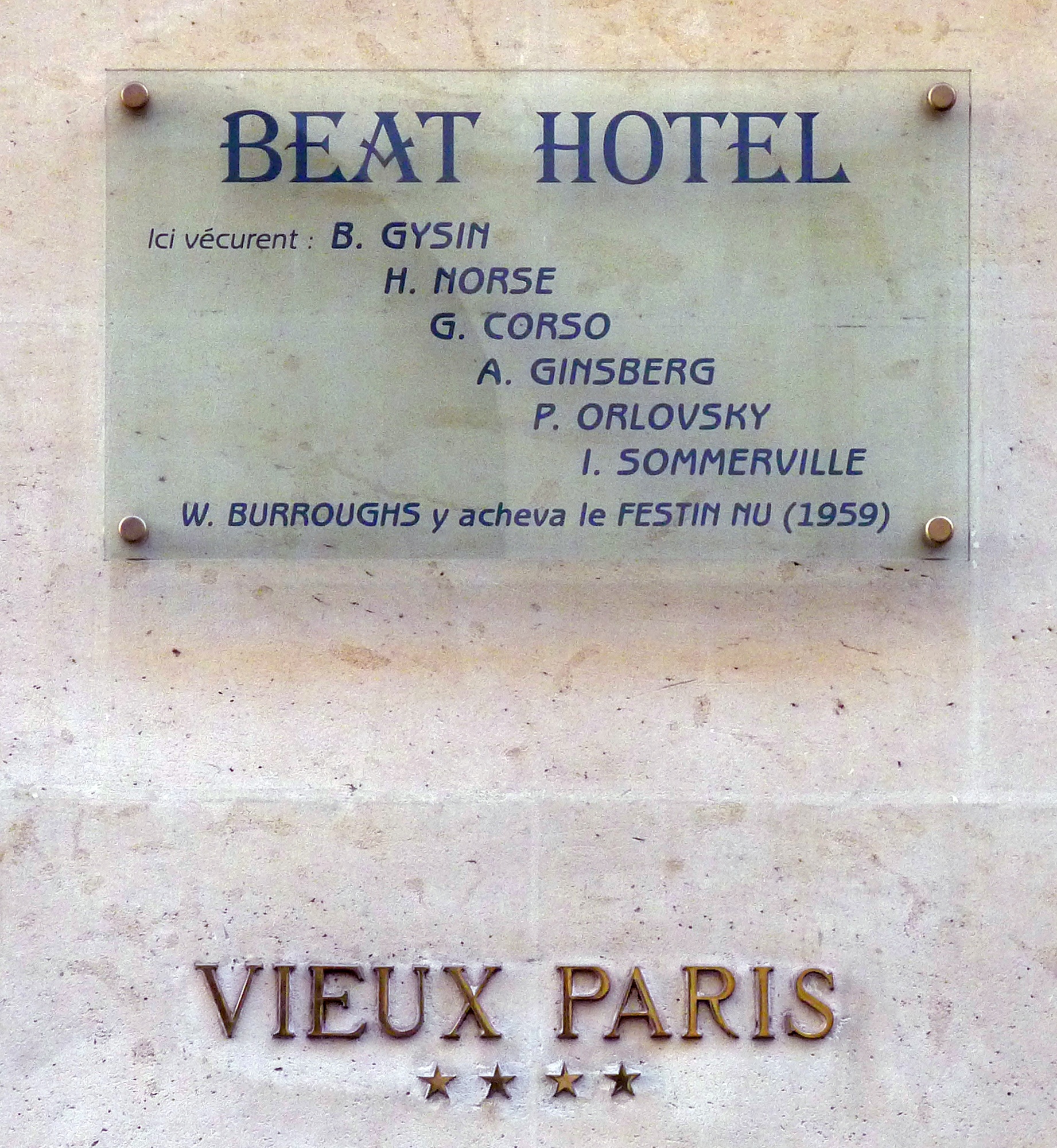
Plaque commémorative.

### Sources
- (en) Cet article est partiellement ou en totalité issu de l’article de Wikipédia en anglais intitulé « Beat Hotel » (voir la liste des auteurs).